# Ouren (Burg-Reuland)

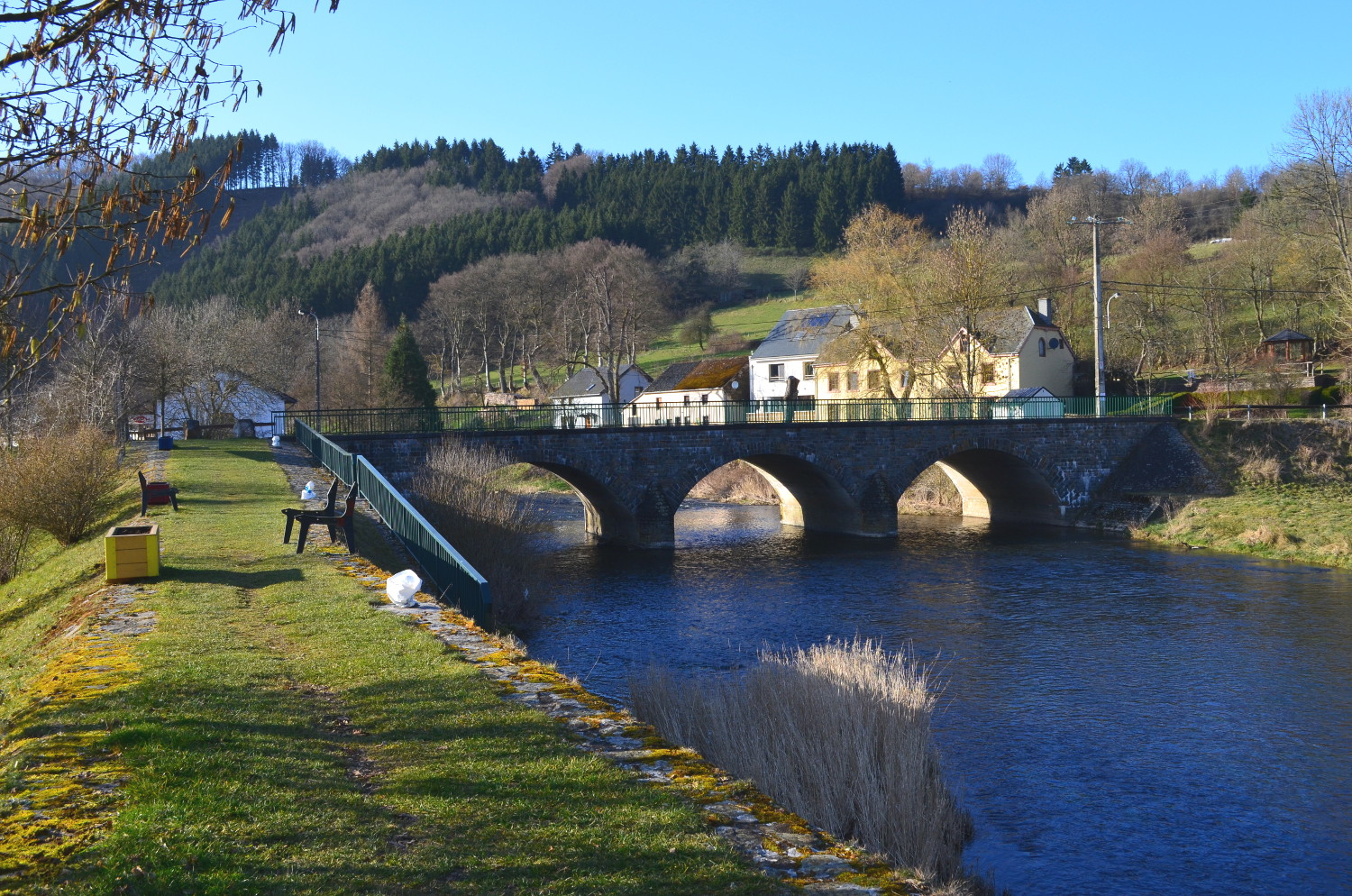
Brücke über die Our in Ouren

Ouren ist ein Dorf in der belgischen Eifel mit 129 Einwohnern, das zur Gemeinde Burg-Reuland in der Deutschsprachigen Gemeinschaft gehört. Im Sommer ist Ouren das Ziel zahlreicher Touristen, die beispielsweise den örtlichen Campingplatz bevölkern, sowie Jugendgruppen, die hier ihr Sommerlager verbringen.

## Geografie

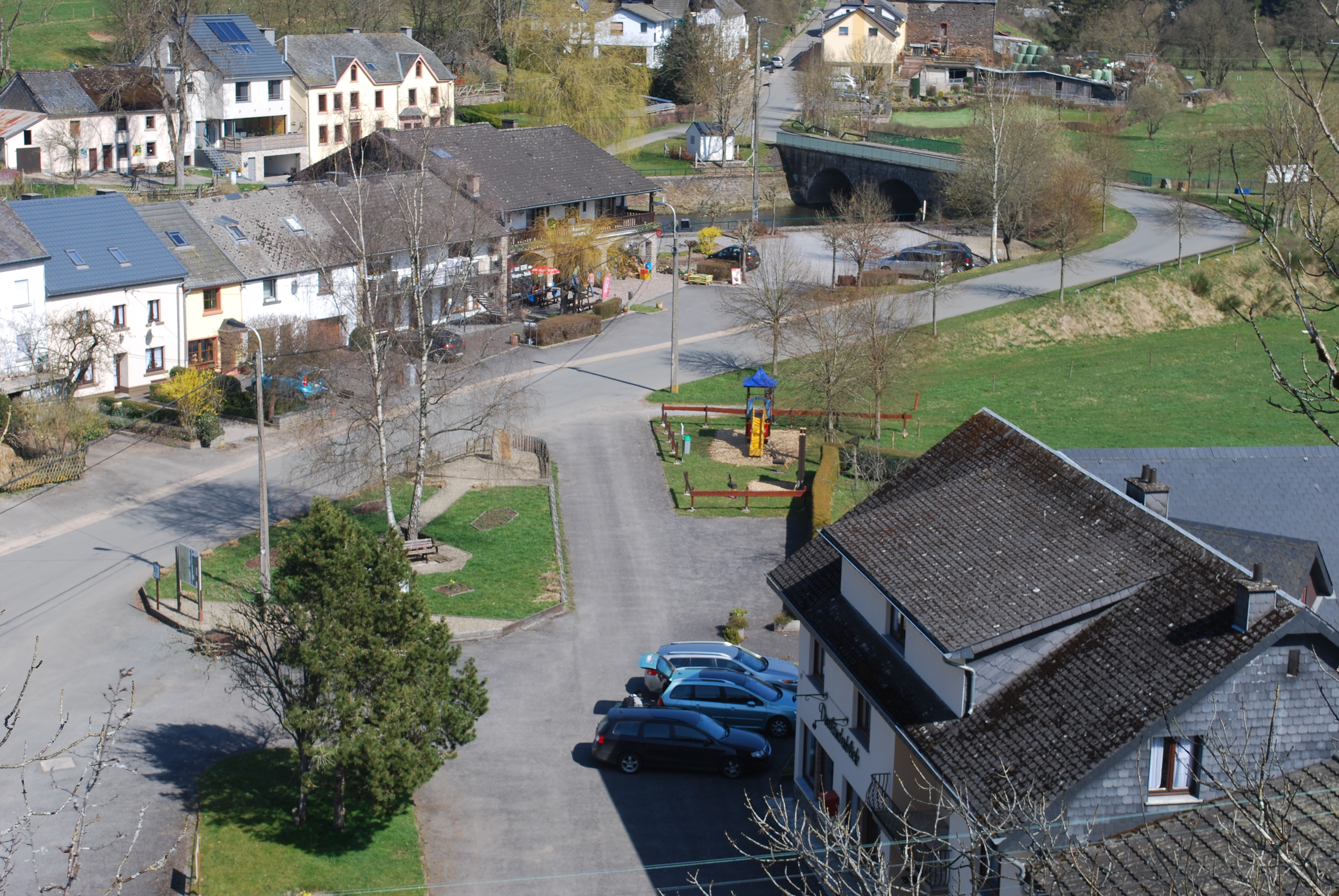
Blick auf den zentralen Dorfplatz von Ouren

Ouren liegt im Ourtal am Dreiländereck Belgien-Deutschland-Luxemburg. Die drei Grenzen berühren sich hier inmitten der Our.
Der Ort verfügt über zwei räumlich getrennte Ortskerne beidseits der Our: zum einen der Ortsteil Peterskirchen, der als ursprünglich eigenständige Dorfgemeinschaft um die Peterskirche auf der rechten Flussseite entstand, zum anderen der Ortsteil Ouren um den Burgberg der ehemaligen Burg Ouren auf der linken Flussseite, der aus der Freiheit des Adelssitzes entstand.
Aufgrund seiner Lage im engen Flusstal der Our wird der Ort nicht durch Hauptverkehrsstraßen erschlossen, sondern durch einen etwa Nord-Süd-verlaufenden Straßenzug von Luxemburg kommend nach Reuland.

## Geschichte
Das Gebiet von Ouren war bereits in römischer Zeit besiedelt, wie Funde eines antiken hypocaustierten Gebäuderestes belegen.
Mindestens seit dem 11. oder 12. Jahrhundert gab es in Ouren am linken Ufer der Our eine Burg, mit der die Geschichte des Dorfes eng verbunden ist. Erstmals wird 1095 mit Rycardis de Hunrin das Geschlecht der Herren von Ouren urkundlich erwähnt. Es ist anzunehmen, dass zu diesem Zeitpunkt die Burg Ouren bereits existierte. 1365 gelangte die Burg durch die Heirat von Wilhelm von Malberg mit Elisabeth von Ouren in den Besitz der Familie Malberg. Kurz danach wurde Burg Ouren an den Erzbischof von Trier verpfändet. Während einer Fehde zwischen Erzbischof Werner von Falkenstein und Eberhard von der Marck-Arenberg kam es zur Belagerung der Befestigungsanlage und zur Einnahme durch bischöfliche Soldaten unter Peter von Kronenburg.
Nach Ende des Spanischen Erbfolgekrieges wird die Herrschaft Ouren von 1714 bis 1795 Teil der Österreichischen Niederlande. 1795 wird die Burg Ouren von französische Revolutionstruppen zerstört. Während des Klöppelkriegs verschanzen sich Aufständische in den Ruinen der Burg, müssen sich aber nach kurzem Gefecht den Franzosen ergeben.
1815 wird Ouren auf dem Wiener Kongress zusammen mit Eupen und Malmedy dem Königreich Preußen zugeschlagen. 1844 und 1845 wurde die inzwischen unbewohnte Burg zweimal versteigert und letztlich dem Abbruch preisgegeben. Heutzutage sind nur noch wenige Mauerreste der Burg erhalten.
In Folge des Ersten Weltkriegs wurde Ouren nach dem Versailler Vertrag Belgien zugesprochen.

## Sehenswürdigkeiten
Folgende Sehenswürdigkeiten gibt es in Ouren:

### Europadenkmal

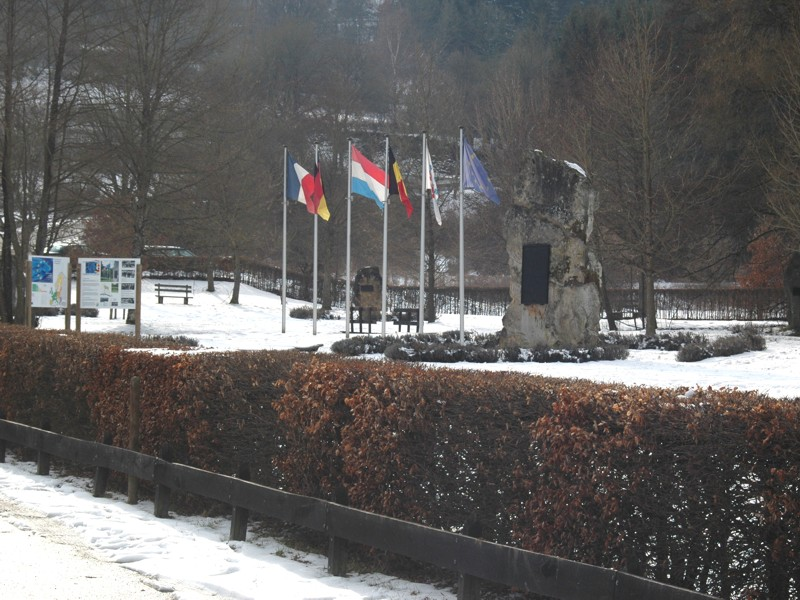
Das Europadenkmal in Ouren

Wenn man das Ortszentrum in Richtung des luxemburgischen Lieler verlässt, erreicht man nach kurzer Zeit den Zusammenfluss von Ribbach und Our. Dort steht das am 22. Oktober 1977 eingeweihte Europadenkmal. Es geht auf eine Initiative von Georges Wagner zurück, der 1967 als Präsident des Verbandes der Eifel und Ardennen sowie als Abgeordneter und Präsident der Kammer in Luxemburg die Errichtung des Denkmals anregte. Das Europadenkmal ist von einer Grünanlage mit fünf großen Steinblöcken, Informationstafeln und Fahnenmasten umgeben. Auf vier Steinen sind die Namen der „Vorkämpfer für ein vereintes Europa“ (Konrad Adenauer, Joseph Bech, Paul-Henri Spaak und Robert Schuman) angebracht. Die Denkmalsteine stammen aus den jeweiligen Ursprungsländern der benannten Gründungsväter. Ein Gneis-Findling aus der Lüneburger Heide für Adenauer, ein Sandsteinblock aus dem Müllerthal-Waldbillig für Bech, einem Blauschieferstein aus dem Hohen Venn für Spaak sowie einem Schieferblock aus den Vogessen für Schuman. Der fünfte Stein erinnert an die Römischen Verträge und die Unterzeichner aus den sechs beteiligten Staaten. Unweit des Europadenkmals und unmittelbar am eigentlichen Dreiländerpunkt führt eine Deutschland und Belgien verbindende Fußgängerbrücke über die Our, die nach Georg Wagner benannt wurde.

### Peterskirche

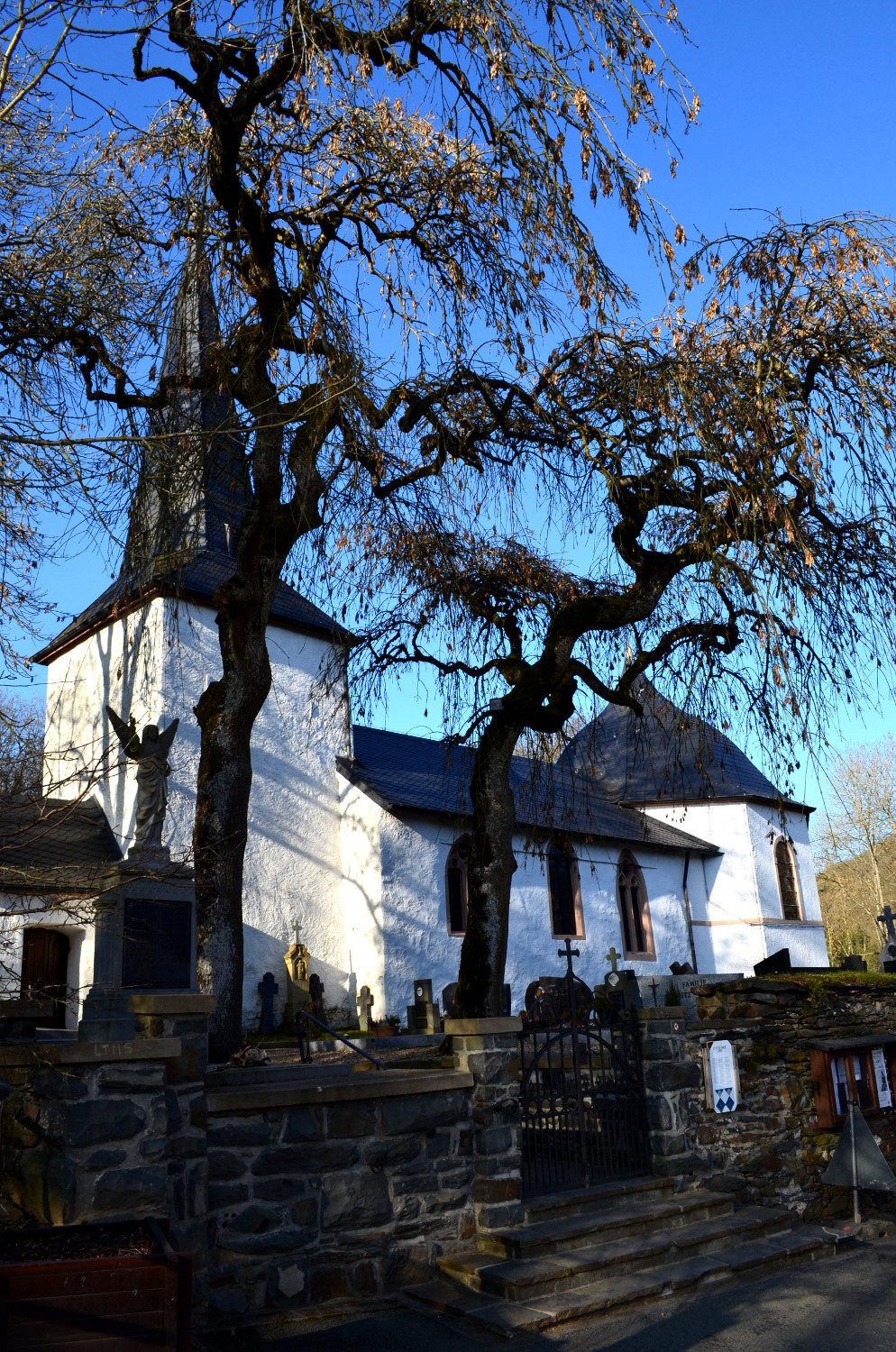
Die Peterskirche in Ouren

Die katholische Pfarrkirche St. Peter und Paul ist ein gotisches Gebäude, das auch romanische Stilelemente enthält. Sie bildet den Kern des Ortsteils Peterskirchen und wurde im 12./13. Jahrhundert als Eigenkirche der Herren von Ouren errichtet. Sie steht unter dem Patrozinium Peter und Paul.
Das Bauwerk besteht aus verputztem Bruchsteinmauerwerk. In linearer Anordnung folgen von West nach Ost Eingangshalle, Glockenturm, ein einschiffiges Langhaus und ein oktogonaler Chor, dem im Nordosten eine Sakristei angesetzt ist.
Der schiefergedeckte Westturm und das Langhaus gehen auf einen romanischen Bau zurück. Im 15./16. Jahrhundert erfolgte ein Umbau im Stil der Eifelgotik. 1741 wurde der oktogonale Chor erneuert und die Eingangshalle angebaut. Die Sakristei wurde 1912 erbaut.
Die Kirche selbst sowie der 1896 angelegte Kreuzweg sind denkmalgeschützt.

### Rittersprung

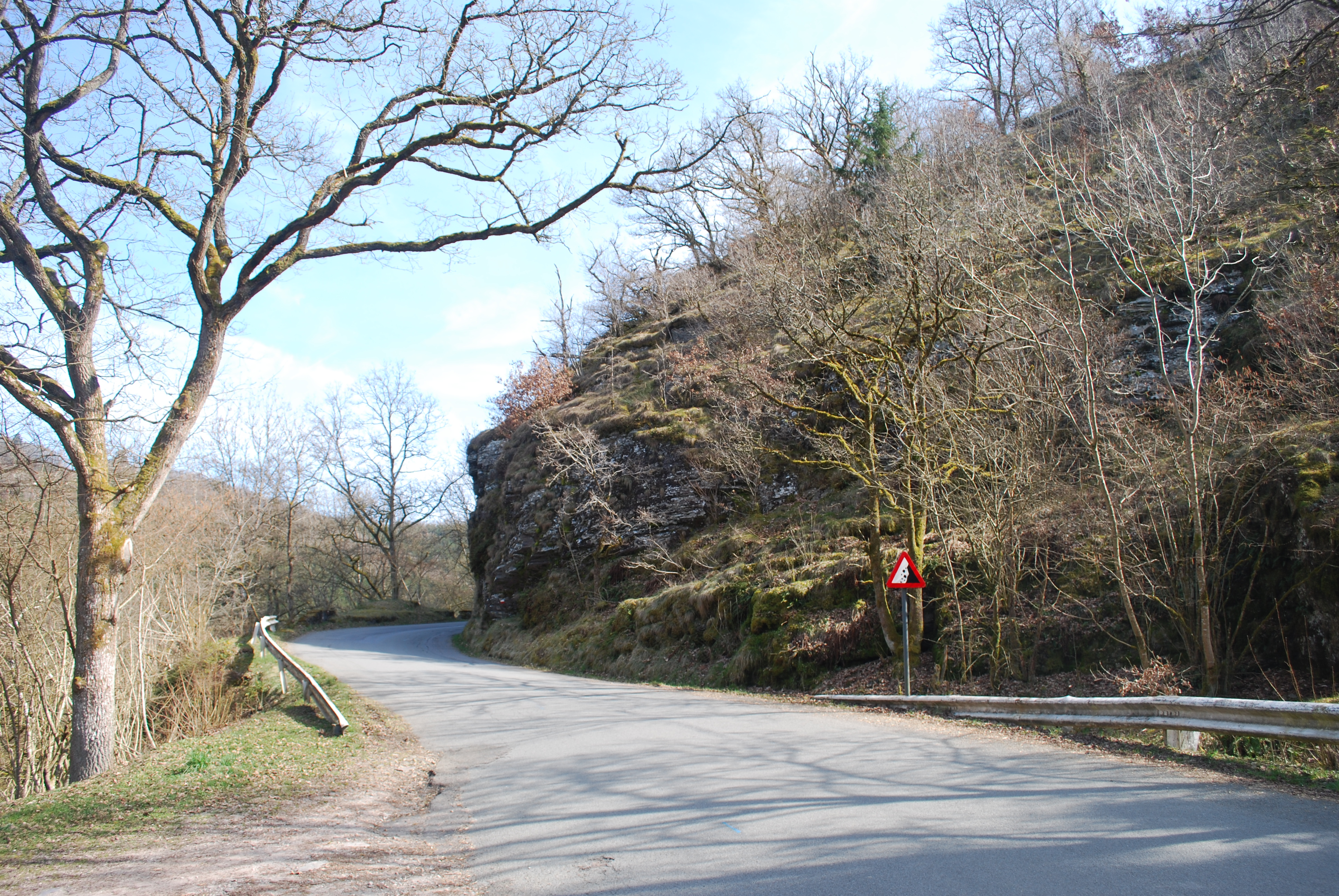
Der Rittersprung am Ortseingang von Ouren

Der Rittersprung ist ein Felsen am nördlichen Ortseingang von Ouren-Peterskirchen, von dem sich der Legende nach einst ein Ritter mitsamt seiner Geliebten zu Pferde in die Our stürzte, um seinen Verfolgern zu entkommen.
Der Legende nach war ein Raubritter in die Gemahlin des Herren von Ouren verliebt.
Er erdachte sich eine List um die edle Dame zu entführen. Nach einem nächtlichen Treffen am Fuß der Burg Ouren ritt er mit der Dame davon. Vorher hatte er sein Pferd neu beschlagen, die Eisen dabei aber verkehrt herum anbringen lassen. Auf diese Weise wollte er die Verfolger täuschen. Die neuen Eisen machten aber auf dem felsigen Boden besonders viel Lärm, so dass die Verfolger das Paar von weitem hören konnten. Sie stellten die Flüchtenden auf dem Felsen, der steil zur Our abbrach, womit das Paar in der Falle saß. Um der Gefangenschaft zu entgehen, trieb der Raubritter sein Pferd an, das mit beiden Reitern in hohem Satz vom Felsen sprang. Die Liebenden stürzten in die Fluten der Our, überlebten aber. Nur das Pferd brach sich die Beine.
Als Dank für die wundersame Rettung gelobte der Raubritter am Felsen eine Kapelle zu stiften. Jedoch erfüllte er dieses Gelübte nicht und wurde daraufhin vom Blitz erschlagen.

### Burgruine Ouren

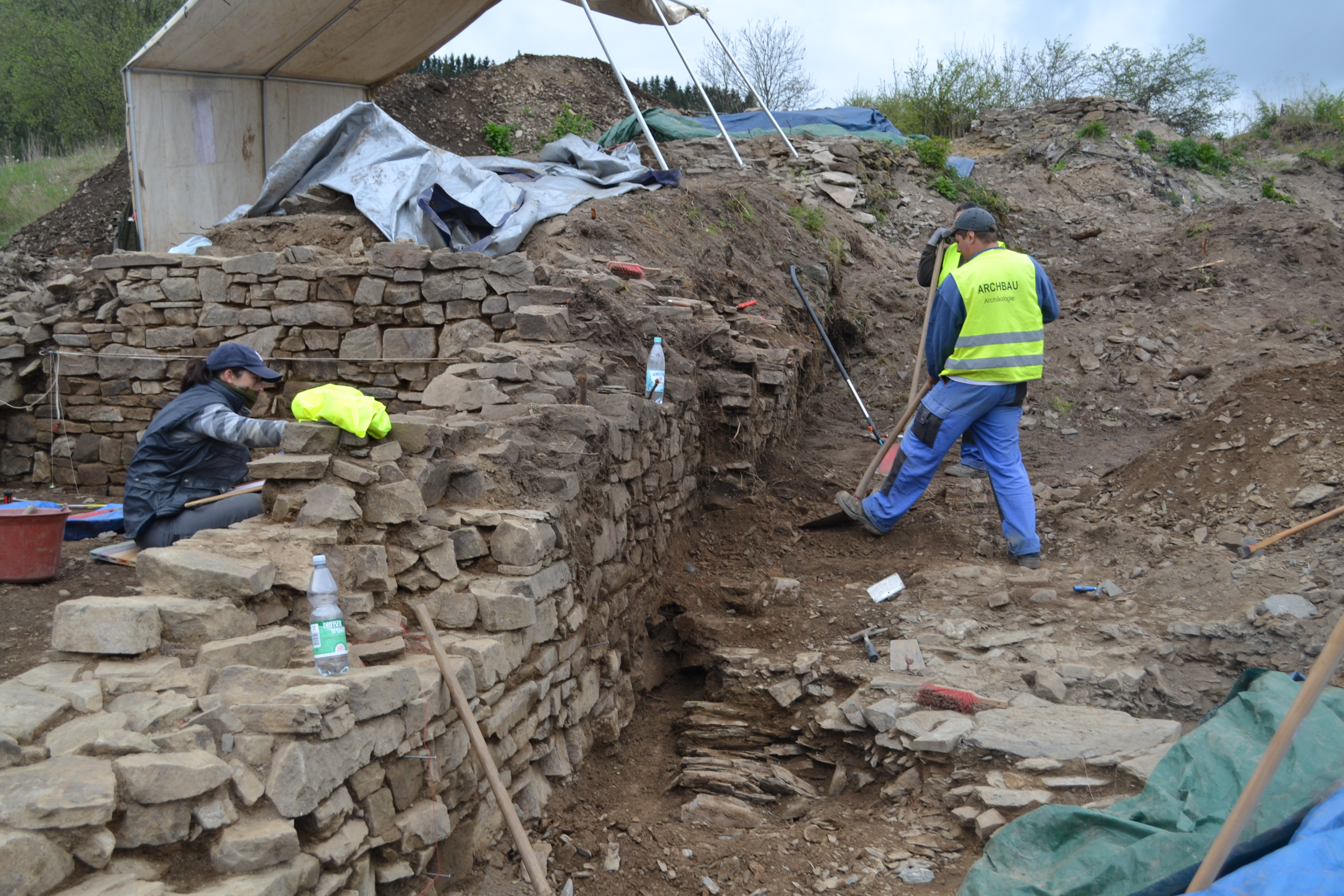
Ausgrabungen der DG Archäologie auf dem Burgberg von Ouren im Frühjahr 2014

Die Burgruine liegt auf einem Geländesporn im Ortskern auf der linken Flussseite.
Burg Ouren war der Stammsitz des edelfreien Geschlechts der Herren von Ouren. Die ins 11. Jahrhundert zurückgehende Anlage war ursprünglich eine Burgfestung mit einer Palas, einem Bergfried und einer Burgkapelle sowie einer Vorburg. Durch Umbauphasen 1535 und 1615 wurde der Wandel von einer Burg hin zu einem Schloss mit Wohnkomfort vollzogen. Eine erhalten gebliebene Umzeichnung eines verloren gegangenen Aquarells von Joseph-Ernest Buschmann (1814–1853) aus der Mitte des 19. Jahrhunderts zeigt die Anlage als – vermutlich romantisierte – barocke Schlossanlage. 1794 wurde das Schloss durch französische Revolutionstruppen zerstört und nach 1845 nahezu vollständig abgebrochen.
Die Burgruine ist heute ein Bodendenkmal. Sichtbar sind nur einzelne Fundamentreste und Teile der ehemaligen Umfassungsmauer. Seit 2012 führt der Archäologische Dienst der Deutschsprachigen Gemeinschaft Belgiens (DG) Ausgrabungen auf dem Burghügel durch.

## Persönlichkeiten
- Joseph Belling OSB (* 1939), Maler, Bildhauer und Graphiker
- Roger Greisch (1917–1999), Lehrer und Kunstmaler, lebte von 1947 bis zu seinem Tod in Ouren[8][11]

## Auszeichnungen
- 2001: Silbermedaille beim europäischen Blumenwettbewerb Entente Florale Europe in der Kategorie „Dörfer“[12]